# مارلنه
مارلینه یا مارلنه یا مارلین (به آلمانی: Marlene) یک نام کوچک زنانهٔ آلمانی است. این نام ممکن است به یکی از موارد زیر اشاره داشته باشد:
- مارلنه واینگارتنر، بازیکن تنیس
- مارلنه دیتریش، بازیگر آلمانی
- مارلین اشمیت برندهٔ عنوان دختر شایستهی سال ۱۹۶۱
- مارلین ون نیکرک، نویسنده